# Демми, Джонатан
Джонатан Демми (англ. Jonathan Demme; 22 февраля 1944, Болдуин, шт. Нью-Йорк, США — 26 апреля 2017, Нью-Йорк, США) — американский кинорежиссёр, сценарист и продюсер.

## Биография
Джонатан Демми родился 22 февраля 1944 года в городе Болдуин, штат Нью-Йорк, США. Окончил Флоридский университет. Дядя режиссёра Теда Демми, скончавшегося в 2002 году.
Демми попал в полнометражное кино, работая с продюсером эксплуатационного кино Роджером Корманом в период с 1971 по 1976 годы в качестве сопродюсера и соавтора сценария. Далее он выступил режиссёром трёх фильмов для студии Кормана «New World».
Его фильм 1980 года «Мелвин и Говард» не вышел в широкий прокат, но получил одобрение критиков, и позволил режиссёру подписать контракт на съёмки Голди Хоун и Курта Рассела в фильме «Дополнительная смена».
После «Дополнительной смены», Демми на время ушёл из «большого» кино.
В 1992 году Демми получил премию «Оскар» за «Молчание ягнят» — третий фильм (после картин «Это случилось однажды ночью» и «Пролетая над гнездом кукушки»), победивший во всех пяти главных категориях (лучший фильм, лучший режиссёр, лучший сценарий (адаптированный), лучшая мужская роль и лучшая женская роль). Демми помог Тому Хэнксу получить его первый «Оскар», сняв его в своем следующем фильме, «Филадельфия».
С тех пор Демми снял два ремейка: «Правда о Чарли», ремейк фильма «Шарада» с Марком Уолбергом в роли, ранее исполненной Кэри Грантом, а также «Маньчжурский кандидат», с участием Дензела Вашингтона и Мерил Стрип.
У Демми была своя продюсерская фирма «Clinica Estetico», в которой работали продюсеры Эдвард Сэксон и Питер Сараф.
Помимо кинофильмов, на протяжении сорока лет режиссировал отдельные эпизоды в ряде телесериалов, особенно в последние годы жизни. Первым телепроектом, в котором принял участие Демми, стал «Коломбо» (7-й сезон, эпизод «Яд от дегустатора»), последним — «Семь секунд» (эпизод «Дыхание Брентона»; серия вышла уже после его смерти). Также выступил режиссером почти двух десятков документальных фильмов, первым из которых стал фильм-концерт 1984 года Stop Making Sense (снят «вживую» в рамках турне группы Talking Heads; саундтрек в дальнейшем выпущен отдельным альбомом), и трех видеоклипов: «The Perfect Kiss» (New Order,1985 год), «Away» (The Feelies, 1988 год) и «Murder Incorporated» (Брюс Спрингстин, 1995 год).
Умер 26 апреля 2017 года от осложнений рака пищевода и сердечного приступа.

## Личная жизнь
Был женат на режиссёре Эвелин Пурселл. Брак закончился разводом. Второй супругой была Джоэнн Ховард. У них трое детей.

## Избранная фильмография
- 1979 — «Последнее объятие»
- 1980 — «Мелвин и Говард»
- 1983 — «А кто я на этот раз?»
- 1984 — «Дополнительная смена»
- 1984 — «Не ищи смысла»
- 1986 — «Дикая штучка»
- 1988 — «Замужем за мафией»
- 1991 — «Молчание ягнят»
- 1993 — «Филадельфия»
- 1998 — «Любимая»
- 2002 — «Правда о Чарли»
- 2004 — «Маньчжурский кандидат»
- 2009 — «Рэйчел выходит замуж»
- 2012 — «Музыкальная жизнь Энцо Авитабиле» (документальный)
- 2015 — «Рики и Флэш»

## Призы и награды
- Премия «Оскар» (1991): Лучший режиссёр («Молчание ягнят»)[14]
- Номинация на премию «Золотой глобус» (1991): Лучший режиссёр («Молчание ягнят»)[15]
- Номинация на премию BAFTA (1991): Лучший режиссёр («Молчание ягнят»)[16]
- Номинация на премию «Сатурн» (1991): Лучший режиссёр («Молчание ягнят»)[17]
- Премия Гильдии режиссёров Америки (1991): Лучший режиссёр («Молчание ягнят»)[18]
- Берлинский кинофестиваль (1991): «Серебряный медведь» за лучшую режиссёрскую работу («Молчание ягнят»)[19]